# 1967-es Formula–1 kanadai nagydíj
Az 1967-es Formula–1 világbajnokság nyolcadik futama a kanadai nagydíj volt.

## Futam
Pedro Rodríguez Formula–2-es balesetében lábtörést szenvedett, ezért Kanadában Richard Attwood, Olaszországban és az USA-ban Jacky Ickx volt Rindt csapattársa a Cooper-Maseratinál.
Az első kanadai nagydíjnak a Mosport Park adott otthont, az első két helyről Clark és Hill indult, a verseny elején esett az eső. Clark a 4. körig vezette a versenyt, amikor Hulme megelőzte, míg Brabham Hill előzésével a 3. helyre jött fel. Bruce McLaren az 5. helyen haladt, amikor megcsúszott, de ezután visszaküzdötte magát az élre. A 13. körben Brabham, a 22.-ben Clark elé került. Az eső elálltával mindketten visszavették helyezéseiket, majd Clark az 58. körben megelőzte Hulme-ot. Az eső ezek után ismét eleredt, de Jim Clark vezető helyezése megmaradt a 68. körig, amikor a skót motorhiba miatt kiesett. Brabham ugyanekkor előzte meg Hulme-ot az élre állva. A Brabham-Repco kettős győzelmet aratott Gurney, Hill, Spence és Amon előtt.
| Helyezés | #  | Versenyző       | Csapat/Motor    | Futott körök | Idő/Kiesés oka  | Rajthely | Pontszám |
| -------- | -- | --------------- | --------------- | ------------ | --------------- | -------- | -------- |
| 1        | 1  | Jack Brabham    | Brabham-Repco   | 90           | 2:40:40,0       | 7        | 9        |
| 2        | 2  | Denny Hulme     | Brabham-Repco   | 90           | + 1:01,9        | 3        | 6        |
| 3        | 10 | Dan Gurney      | Eagle-Weslake   | 89           | + 1 kör         | 5        | 4        |
| 4        | 4  | Graham Hill     | Lotus-Ford      | 88           | + 2 kör         | 2        | 3        |
| 5        | 16 | Mike Spence     | BRM             | 87           | + 3 kör         | 10       | 2        |
| 6        | 20 | Chris Amon      | Ferrari         | 87           | + 3 kör         | 4        | 1        |
| 7        | 19 | Bruce McLaren   | McLaren-BRM     | 86           | + 4 kör         | 6        |          |
| 8        | 9  | Jo Bonnier      | Cooper-Maserati | 85           | + 5 kör         | 14       |          |
| 9        | 12 | David Hobbs     | BRM             | 85           | + 5 kör         | 12       |          |
| 10       | 8  | Richard Attwood | Cooper-Maserati | 84           | + 6 kör         | 13       |          |
| 11       | 6  | Mike Fisher     | Lotus-BRM       | 81           | + 9 kör         | 17       |          |
| Kiesett  | 3  | Jim Clark       | Lotus-Ford      | 69           | Gyújtás         | 1        |          |
| Kizárva  | 5  | Eppie Wietzes   | Lotus-Ford      | 69           | Kizárva         | 16       |          |
| Kiesett  | 15 | Jackie Stewart  | BRM             | 65           | Gázadagoló      | 9        |          |
| HN       | 11 | Al Pease        | Eagle-Climax    | 47           | Helyezés nélkül | 15       |          |
| Kiesett  | 17 | Chris Irwin     | BRM             | 18           | Kicsúszás       | 11       |          |
| Kiesett  | 71 | Jochen Rindt    | Cooper-Maserati | 4            | Gyújtás         | 8        |          |
| NK       | 41 | Tom Jones       | Cooper-Climax   |              | Nem kvalifikált |          |          |

### Statisztikák
Vezető helyen:
- Jim Clark: 13 (1-3 / 58-67)
- Denny Hulme: 54 (4-57)
- Jack Brabham: 23 (68-90)

Jack Brabham 13. győzelme, Jim Clark 30. (R) pole-pozíciója, 26. (R) leggyorsabb köre.
- Brabham 10. győzelme.